# Мрляне
Мрляне (хорв. Mrljane) — населений пункт у Хорватії, у Задарській жупанії у складі громади Пашман.

## Населення
Населення за даними перепису 2011 року становило 249 осіб.
Динаміка чисельності населення поселення:

## Клімат
Середня річна температура становить 15,15 °C, середня максимальна – 26,68 °C, а середня мінімальна – 4,09 °C. Середня річна кількість опадів – 806 мм.
| Клімат поселення                              | Клімат поселення | Клімат поселення | Клімат поселення | Клімат поселення | Клімат поселення | Клімат поселення | Клімат поселення | Клімат поселення | Клімат поселення | Клімат поселення | Клімат поселення | Клімат поселення | Клімат поселення |
| Показник                                      | Січ.             | Лют.             | Бер.             | Квіт.            | Трав.            | Черв.            | Лип.             | Серп.            | Вер.             | Жовт.            | Лист.            | Груд.            |                  |
| Середній максимум, °C                         | 11,78            | 11,48            | 12,81            | 16,09            | 21,02            | 25,06            | 26,68            | 26,41            | 22,03            | 19,01            | 14,73            | 12,03            |                  |
| Середня температура, °C                       | 8,09             | 7,77             | 9,11             | 12,41            | 17,32            | 21,37            | 24,14            | 23,88            | 19,51            | 16,47            | 12,21            | 9,49             |                  |
| Середній мінімум, °C                          | 4,37             | 4,09             | 5,41             | 8,70             | 13,63            | 17,66            | 21,62            | 21,35            | 16,97            | 13,96            | 9,67             | 6,95             |                  |
| Норма опадів, мм                              | 70               | 60               | 62               | 66               | 57               | 51               | 28               | 46               | 88               | 95               | 97               | 86               |                  |
| Середньомісячна швидкість вітру, м/с          | 3.05             | 3.15             | 3.29             | 3.13             | 2.71             | 2.51             | 2.51             | 2.41             | 2.66             | 2.83             | 3.44             | 3.32             |                  |
| Середньомісячна сонячна радіація, кДж/м²·день | 5151             | 7891             | 11660            | 16512            | 20831            | 23098            | 24696            | 21503            | 15850            | 10163            | 5583             | 4390             |                  |
| --------------------------------------------- | ---------------- | ---------------- | ---------------- | ---------------- | ---------------- | ---------------- | ---------------- | ---------------- | ---------------- | ---------------- | ---------------- | ---------------- | ---------------- |
| Джерело:                                      |                  |                  |                  |                  |                  |                  |                  |                  |                  |                  |                  |                  |                  |